# Trichocentrum johnii
Trichocentrum johnii är en orkidéart som först beskrevs av Oppenheim, och fick sitt nu gällande namn av Mark W. Chase och Norris Hagan Williams. Trichocentrum johnii ingår i släktet Trichocentrum och familjen orkidéer. Inga underarter finns listade i Catalogue of Life.